# 그레고리 스콧 커민스
그레고리 스콧 커민스(영어: Gregory Scott Cummins, 1956년 3월 10일 ~ )는 미국의 배우이다. 캘리포니아주 올린다에서 태어났다.

## 출연 작품
- Breaking Dawn (2004) - 다크 피겨 역
- 이탈리안 잡 (2003년)
- 인페르노 (1999년)
- 언더그라운드 (1997년)
- 스위치 킬러 (1997년)
- 갱 릴레이션 (1997년)
- 라스트 도그맨 (1995년) - 시어스 역
- 암드 앤 이노센트 (1994년)
- 워쳐스 대습격 3 (1994년) - 베네티 역
- 집행자 (1993년)
- 클리프행어 (1993년)
- 레니게이드 (1992년)
- 배트맨 2 (1992년)
- 백색 살인 (1991년)
- 스톤 콜드 (1991년)
- 아울 (1991년)
- 블러드 게임 (1990년)
- 보복의 카르텔 (1990년)
- 다이아몬드 작전 (1989년)
- 오늘 밤 모든 것은 끝난다 (1989년)
- 데드 마스크 (1988년)

### 텔레비전
- 닥터 슬론 (1996)
- 필라델피아는 언제나 맑음 (2006-현재)